# Andrej Karpathy
Andrej Karpathy (nascido em 23 de outubro de 1986) é um cientista da computação eslovaco-canadense que atuou como diretor de inteligência artificial e Autopilot Vision na Tesla. Atualmente, ele trabalha para a OpenAI, onde se especializa em aprendizagem profunda e visão computacional.

## Biografia
Karpathy nasceu em Bratislava, na Checoslováquia (atual Eslováquia) e mudou-se com a família para Toronto quando tinha 15 anos. Concluiu seu bacharelado em ciências da computação e física na Universidade de Toronto em 2009 e seu mestrado na Universidade da Columbia Britânica em 2011, onde trabalhou com imagens fisicamente simuladas (por exemplo, a simulação de um corredor (atleta) ou uma simulação de uma pessoa em uma multidão).
Karpathy recebeu um PhD da Universidade de Stanford em 2016 sob a supervisão de Fei-Fei Li, com foco na interseção do processamento de linguagem natural e visão computacional, e modelos de aprendizagem profunda adequados para essa tarefa. Ele foi o autor e instrutor principal do primeiro curso de aprendizagem profunda em Stanford, CS 231n: Convolutional Neural Networks for Visual Recognition. Esse curso se tornou uma das maiores turmas de Stanford, passando de 150 alunos em 2015 para 750 em 2017.
Karpathy é membro fundador do grupo de pesquisa de inteligência artificial OpenAI, onde foi pesquisador científico de 2015 a 2017. Em junho de 2017, ele se tornou o diretor de inteligência artificial da Tesla. Ele foi nomeado como um dos "Innovators Under 35" (inovadores com menos de 35 anos) do MIT Technology Review para 2020. Depois de tirar um período sabático de vários meses da Tesla, ele anunciou que estava se desligando da empresa em julho de 2022. Desde fevereiro de 2023, ele faz vídeos no youtube sobre como criar redes neurais artificiais
Em fevereiro de 2023, Karpathy anunciou que estava retornando à OpenAI.

## Ligações Externas
- Andrej Karpathy, publicações indexadas pelo Google Scholar
- Website oficial